# Coeligena helianthea
Coeligena helianthea là một loài chim trong họ Trochilidae.